# Михайлова, Надежда
Надежда Михайлова (болг. Надежда Михайлова, полное имя Надежда Николова Михайлова, фамилия после второго замужества — Нейнски; род. 1962) — болгарский политик и государственный деятель.

## Биография

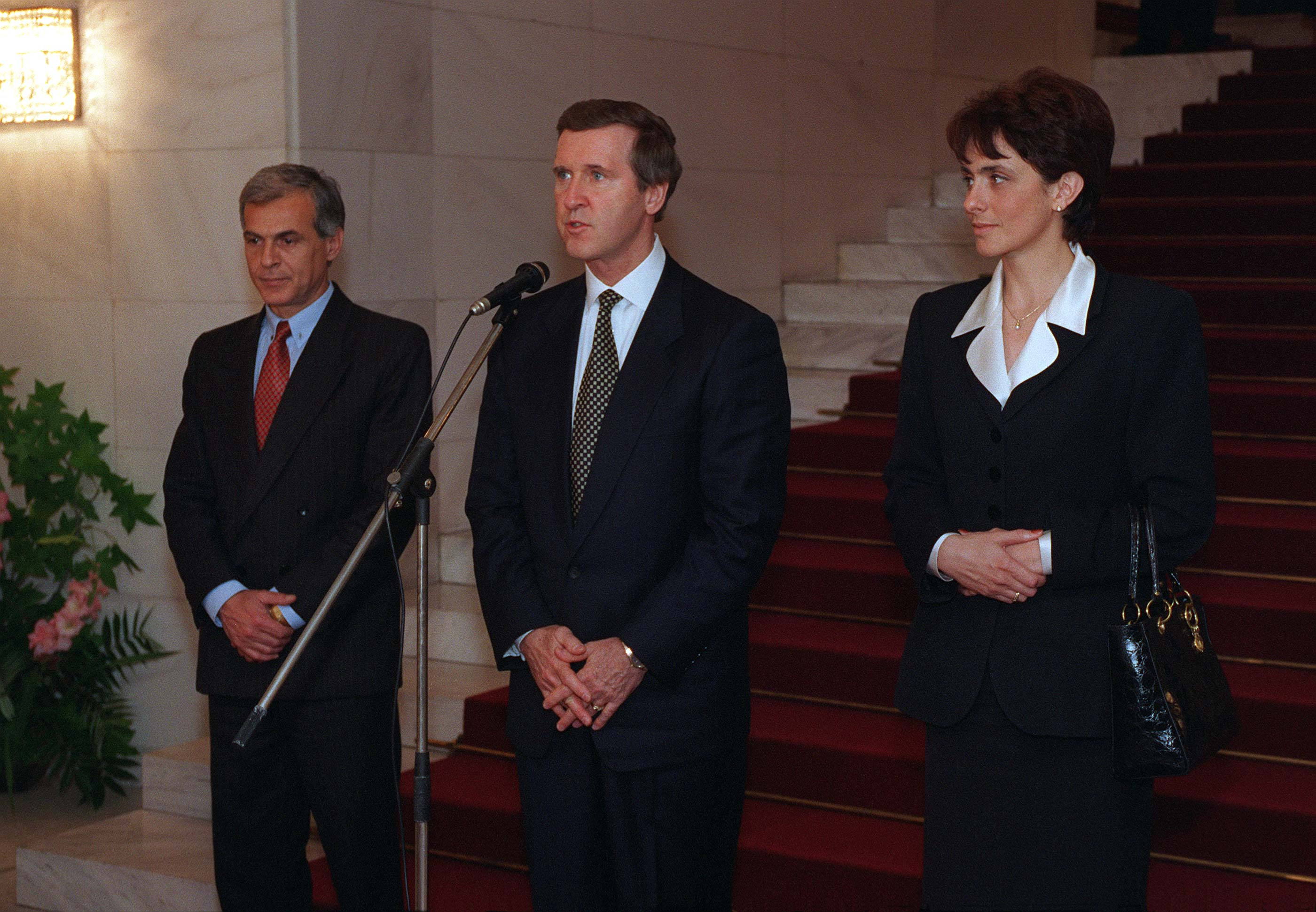
Слева направо: Георги Ананиев, Уильям Коэн и Надежда Михайлова

Родилась 9 августа 1962 года в Софии.
Училась в софийской средней школе № 127 имени Ивана Денкоглу. Затем учила испанский язык в 9-й французской языковой школе «Alphonse de Lamartine». В 1985 году окончила филологический факультет Софийского университета.
До начала демократических изменений в Болгарии, работала переводчиком испанской поэзии, английской литературы и независимым журналистом. После выхода замуж вместе с мужем работала в Египте, где её муж — Камен Михайлов, являлся заместителем руководителя внешнеторговой компании «Техноэкспорт».
Свою политическую деятельность начала в 1989 году в восстановленной Радикально-демократической партии, входящей в коалицию Союза демократических сил (СДС). В предвыборной кампании 1991 года возглавляла пресс-центр СДС, а после выборов стала главой пресс-центра, представляя правительство Филипа Димитрова. В 1994 году была избрана депутатом Народного собрания Болгарии. В апреле 1995 года стала заместителем председателя СДС. Снова была избрана депутатом в Народном собрании в 1997 году, но стала работать Министром иностранных дел в правительстве Ивана Костова (1997—2001). С 1999 по 2006 год она была вице-президентом Европейской народной партии (ЕНП) и сопредседателем комитета ЕНП по международным отношениям.
В 2001 году Надежда Михайлова снова была избрана депутатом Народного собрания Болгарии, где стала председателем парламентской группы Объединенных демократических сил (ОДС), после распада коалиции СДС в 2004 году. 11 марта 2002 года была избрана председателем ОДС. В 2005 году в очередной раз стала депутатом Народного собрания.
В 2004 году Надежда Михайлова стала председателем Института демократии и стабильности в Юго-Восточной Европе. С 2006 года она является членом Международного консультативного совета Коалиции за демократию и членом Консультативной группы круглого стола Ведущего совета Южного Судана при Совете южного сотрудничества.
С 2007 года является председателем Союза малых и средних предприятий в Болгарии (Съюза на малките и средни предприятия в България). В этом же году была избрана вице-президентом Европейской народной партии малых и средних предприятий.
С 2009 по 2014 год была депутатом Европарламента. С середины 2015 года является послом Болгарии в Турции.
В числе наград Надежды Михайловой: орден Почетного легиона (кавалер, за вклад в развитие двусторонних отношений и общего европейского дела), а также награды других европейских стран.

### Семья
В 1983 году Надежда вышла замуж за Камена Михайлова, у них родилось две дочери — Нина и Виолетта. В 2006 году Надежда и Камен развелись.
Второй раз вышла замуж 3 октября 2009 года за Светлина Нейнски — депутата Европарламента и бизнесмена, бракосочетание состоялось в посольстве Болгарии в Мадриде.